# Chitalpa tashkentensis
Espèce
Synonymes
- Chitalpa tashkentensis[1]
- × Chitalpa tashkentensis (préféré par NCBI)[1]

Chitalpa tashkentensis, le chitalpa de Tachkent, est une espèce de plantes à fleurs de la famille des bignoniacées. C'est un arbuste ornemental originaire d'Asie centrale.